# Russell D. Moore
Russell D. Moore, né le 9 octobre 1971, est un pasteur chrétien évangélique non confessionnel,  théologien et éthicien américain. En août 2022, il est devenu rédacteur en chef du magazine Christianity Today. 

## Biographie
Moore est né le 9 octobre 1971 dans la ville de Biloxi (Mississippi) .
Il a étudié en sciences politiques et histoire à l'université du Sud du Mississippi et a obtenu un Bachelor of Science, puis a continué en études bibliques au Séminaire théologique baptiste de la Nouvelle-Orléans et a obtenu un master . Il a également étudié la théologie systématique et a obtenu un doctorat au Séminaire théologique baptiste du Sud.

### Ministère
Après avoir été ordonné au ministère, il est devenu pasteur associé à l'église baptiste Bay Vista à Biloxi.
En 2001, il est devenu professeur de théologie et d'éthique chrétiennes au Séminaire théologique baptiste du Sud, puis doyen de l'École de théologie en 2004. 
En 2008, il est devenu pasteur à l'église baptiste Highview de Louisville (Kentucky) jusqu’en 2012.
En 2013, il est devenu président de la Commission d'éthique et de liberté religieuse de la Convention baptiste du Sud . 
En 2018, en tant que président de la Commission d’éthique et de liberté religieuse de la Convention baptiste du Sud, il critique certaines églises baptistes de la convention pour leur moralisme insistant fortement sur la condamnation de certains péchés personnels, mais silencieux sur les injustices sociales qui font souffrir des populations entières, comme le racisme. 
En 2021, il a quitté la Commission d'éthique et de liberté religieuse de la Convention baptiste du Sud, en raison de son opposition à l’exonération des églises ayant caché des abus sexuels dans la Convention baptiste du Sud et de ses positions en faveur de la réconciliation raciale, qui l'opposaient au comité exécutif de la Convention.
Après son départ, il est devenu directeur du projet de théologie du magazine évangélique Christianity Today . Il est également devenu pasteur associé d’Immanuel Nashville, une église chrétienne évangélique non confessionnelle.
En 2022, il est devenu rédacteur en chef du magazine Christianity Today .

## Distinctions
En 2015, son livre Onward: Engaging the Culture Without Losing the Gospel a reçu le prix Livre de l'année par Christianity Today.
En 2016, il a été nommé élève de l’année par le Séminaire théologique baptiste du Sud.